# Test VoH
Test VoH (Value of Heritage) – test wykonywany w ramach procedury wywozowej, mając na celu ustalenie czy zabytek, dobra kultury, mają szczególną wartość dla dziedzictwa kulturowego. Pozwala na przygotowywanie ocen oraz sporządzanie wyceny obiektu. Test ten jest pomocny dla zrozumienia oraz ujednolicenia pojęcia szczególnej wartości, która to nie jest bezpośrednio zdefiniowana w ustawie o ochronie zabytków i opiece nad zabytkami, a występuje w artykule 52. dotyczącym jednorazowego pozwolenia na stały wywóz zabytku za granice kraju.

## Pierwotna wersja testu[1].
Pierwotna wersja testu została opracowana przez Wojciecha Szafrańskiego – polskiego prawnika, doktora habilitowanego nauk prawnych, eksperta w zakresie rynku sztuki. Test VoH został stworzony na początku po to, by ułatwić podejmowanie decyzji w zakresie wydania pozwolenia na jednorazowy wywóz zabytku na stałe za granicę Polski. Stanowił wewnętrzną pomoc dla rzeczoznawców Ministra Kultury i Dziedzictwa Narodowego. Ta metoda oceny rozpowszechniła się, a z czasem zaczęła stanowić niezbędny proces poprzedzający podjęcie decyzji.
Pytania testu:
1.Czy niniejszy zabytek można uznać za istotnie związany z dziedzictwem narodowym?
(Odpowiedź na to pytanie jest twierdząca, jeśli choć na jedno z poniższych podpunktów odpowiedź była twierdząca:)
a) Czy zabytek jest związany z historią i życiem kraju?
b) Czy zabytek ma szczególne znaczenia artystyczne?
c) Czy zabytek ma szczególne znaczenie dla jakiejś gałęzi sztuki, nauki albo kultury?
2. Czy niniejszy zabytek jest reprezentatywny w skali światowej albo krajowej przez swe walory artystyczne, historyczne lub naukowe dla danego okresu, rodzaju lub grupy artystyczno-historycznej, względnie jest prekursorski w skali światowej albo krajowej pod względem stylistycznym, typologicznym lub technicznym?
3. Czy wywóz na stałe niniejszego zabytku za granicę spowoduje, że brak będzie reprezentatywnego w tym zakresie zabytku w publicznych zbiorach polskich?
Jeśli odpowiedź na wszystkie pytania jest twierdząca, oznacza to, że obiekt posiada szczególną wartość dla dziedzictwa kulturowego, zatem decyzja o jednorazowym, stałym wywozie obiektu za granicę podejmowana przez Ministra Kultury i Dziedzictwa Narodowego powinna być negatywna. Dodatkowym czynnikiem dla odmowy jest ustalenie, czy istnieje reprezentatywny odpowiednik ocenianego zabytku w tym zakresie w publicznych zbiorach kraju. Jeżeli nie istnieje, umacnia to tylko przypisaną wcześniej obiektowi szczególną wartość.
(W formie pierwotnej w jakiej powstał test, w momencie, w którym sytuacja dotyczy zakupu obiektu do testu dochodzi pytanie czwarte „Czy niniejszy zabytek winien być zakupiony do publicznych zbiorów?” – jednak obecnie wariant ten nie jest przewidywany do zrealizowania.)

## Obowiązująca wersja testu.
Obowiązująca forma testu nieco różni się od pierwotnej. Test jest obecnie przedmiotem w rękach organu wydającego decyzję, zatem właściwego Ministra ds. kultury i dziedzictwa narodowego (w poprzedniej wersji służył on rzeczoznawcom). W chwili obecnej podejmowane są starania, które miałyby usankcjonować rangę testu VoH oraz obowiązek wykonywania go, poprzez wprowadzenie odpowiednich zapisów prawnych.
Pytania testu:
Szczególna wartość zabytku dla dziedzictwa kulturowego może wynikać z:
1. posiadania przez zabytek istotnych związków z dziedzictwem narodowym, przejawiających się w powiązaniach zabytku, jego twórcy lub właścicieli i posiadaczy z historią Polski i Narodu Polskiego;
2. posiadania przez zabytek wyjątkowych cech artystycznych oraz szczególnego znaczenia dla określonej dziedziny sztuki, nauki lub kultury,
3. jest reprezentatywny w skali światowej lub krajowej reprezentatywnym dla danego okresu, rodzaju, grupy artystycznej lub twórczości danego artysty albo prekursorskim pod względem stylistycznym, typologicznym lub technicznym;
Świadectwem na faktyczne stosowanie testu VoH mimo aktualnego jego braku w obowiązujących przepisach prawnych będzie Wyrok Wojewódzkiego Sądu Administracyjnego w Warszawie z dnia 3 grudnia 2020 roku. Dotyczył on stwierdzenia posiadania szczególnej wartości danego środka transportu dla dziedzictwa kulturowego. Wyrok stanowi brak wrażenia zgody na jednorazowy stały wywóz zabytku za granicę orzekając o jego szczególnej wartości. Decyzja organu broni się przede wszystkim obiektywnością podjętej decyzji, dzięki wykonaniu testu VoH przy sporządzaniu oceny. Dzięki temu również organ mógł oddalić zarzut dowolności przy podejmowaniu działań. Sprawa dotyczy wyprodukowanego w 1912 roku pojazdu, który między innymi ze względu na swoją kompletację fabryczną bez przeróbek i modyfikacji, unikatowy stopień zachowania w skali europejskiej, uczestnictwo w wielu wstawach i rajdach zabytkowych, związek z pionierstwem oraz historią motoryzacji w Polsce posiada szczególne wartości dla dziedzictwa kulturowego Polski. Szczegółowe opracowanie postawionych przez test VoH pytań pozwoliło podjąć obiektywną i adekwatną decyzję, wpływającą pozytywnie na stan dziedzictwa narodowego.
Najnowszym etapem ewolucji testu VoH jest wprowadzenie jego treści do projektu zmiany ustawy o ochronie zabytków i opiece nad zabytkami oraz niektórych innych ustaw z dnia 27 lipca 2021 roku. Punkt 47) przewiduje zmiany w art. 52 ustawy, gdzie między innymi dodano ustęp 1b., który brzmi następująco:
Szczególna wartość zabytku dla dziedzictwa kulturowego, o której mowa w ust. 1a, może wynikać w szczególności z:
– Posiadania przez zabytek istotnych związków z dziedzictwem narodowym, przejawiających się w powiązaniach zabytku, jego twórcy lub właścicieli i posiadaczy z historią Polski i Narodu Polskiego;
– posiadania przez zabytek wyjątkowych cech artystycznych oraz szczególnego znaczenia dla określonej dziedziny sztuki, nauki lub kultury;
– z bycia reprezentatywnym w skali światowej lub krajowej dla danego okresu, rodzaju lub grupy artystycznej albo prekursorskim pod względem stylistycznym, typologicznym lub technicznym.
Zapis tego artykułu jest niczym innym jak powieleniem (w nieco zmienionej formie) pytań testu VoH. Dodatkowo inny zapis mówi o tym, że MKiDN nie tylko będzie „mógł odmówić”, a będzie musiał to uczynić, w momencie, w którym test jednoznacznie wykaże obecność szczególnej wartości. Dodatkowo oznacza to, że przeprowadzenie serii pytań będzie stanowiło już nie tylko czynność, która była wykonywana w ramach dobrego praktyki – stanie się wymogiem prawnym, niemożliwym do obejścia.

## Rodzaje pozwoleń na wywóz zabytku za granicę[2]
1. Wielokrotne pozwolenie ogólne przeznaczone dla muzeów i instytucji kultury,
2. Wielokrotne pozwolenie indywidualne na czasowy wywóz zabytku,
3. Jednorazowe pozwolenie na czasowy wywóz zabytku za granicę,
4. Jednorazowe pozwolenie na stały wywóz zabytku za granicę, które wydaje Minister Kultury i Dziedzictwa Narodowego. Wniosek o ten rodzaj pozwolenia składa się za pośrednictwem odpowiedniego Wojewódzkiego Konserwatora Zabytków. Jest to ten rodzaj pozwolenia, do którego wykonywany jest test VoH na potrzebę ustalenia szczególnej wartości.